# Ekaterina
Ekaterina je žensko osebno ime.

## Izvor imena
Ekaterina (rusko Екатерина) je rusko žensko osebno ime, na Slovenskem različica imena Katarina.

## Pogostost imena
Po podatkih Statističnega urada Republike Slovenije je bilo na dan 31. decembra 2007 v Sloveniji število ženskih oseb z imenom Ekaterina: 17.

## Osebni praznik
Osebe z imenom Ekaterina lahko godujejo takrat kot osebe z imenom Katarina.